# 五千日圓紙幣
五千日圓紙幣是日本現時流通的紙幣之一，面額為5000日圓，由日本銀行發行，國立印刷局設計、制造。
當前發行幣為F號劵，紙幣正面圖案顯示明治時代教育家津田梅子的肖像；背面圖案印有多花紫藤。除現行的F號以外，尚有C號劵、D號劵及E號券共計三種版本的五千元劵。

## C號券
- 面額：五千元（5,000円）
- 正面：聖德太子[4]
- 背面：日本銀行[4]
- 尺寸：縱向80mm、橫向169mm[4]
- 發行起始日：1957年（昭和32年）10月1日[4]
- 發行終止日：1986年（昭和61年）1月4日[5]
- 有效貨幣

採用與C萬元劵同樣的聖德太子肖像，但比C萬元劵早發行。

## D號券
- 面額：五千元（5,000円）
- 正面：新渡戶稻造[6]
- 背面：富士山、逆富士[6]
- 尺寸：縱向76mm、橫向156mm[6]
- 發行起始日：1984年（昭和59年）11月1日[6]
- 發行終止日：2007年（平成19年）4月2日[5]
- 有效貨幣

本型劵對幣面構圖進行了較大的變更，原本置中的人物肖像移往右側，中間的部分則改為面額漢字字樣。自本型券開始，人物部分改採文化人（藝術家、文學家、學者等）肖像，五千元幣選用知名教育家、農學家新渡戶稻造，肖像以新渡戶出席養女婚禮時所拍攝的喜慶照片為藍本繪製。
背面的圖樣則採用了知名攝影師岡田紅陽的作品「湖畔之春」（湖畔の春）。岡田紅陽以拍攝山嶽、風景著名，「湖畔之春」在本棲湖拍攝，本棲湖平靜無波的湖面提供了類似鏡面的效果，完整倒影了富士山，形成舉世聞名的「逆富士」；能夠拍攝出這種效果的機會1年可能只有1、2次，因此是十分貴重的作品。該作品也被E號千元券採用，在構圖方面做了部分變更作為區別。
本型券也開始採用較為現代的防偽措施，例如微型文字、浮水印、螢光墨水等等。初始流水編號為黑色印刷，隨著129億6千萬個編號用完，1993年12月1日改為褐色。其中褐色流水號的紙幣因為適逢日本政府改組，因此有大藏省印刷局（1984年11月1日起）、財務省印刷局（2001年5月14日起）、國立印刷局（2003年7月1日起）等三種印製單位的差異。

### 軼事
大藏省最初在選擇正面人物肖像時，原想選用女性以提升機關形象，選考單位提出的候選人有紫式部、清少納言、與謝野晶子、樋口一葉等四位，但紫式部與清少納言因為年代過於久遠，缺乏可用於紙幣正面的清楚肖像；與謝野晶子是著名的反戰人士，且其孫與謝野馨當時為現任國會議員，身分太過敏感；樋口一葉則是因為英年早逝這一點可能成為有心人士攻擊大藏省的理由而被放棄。由於四位候選人都無法使用，大藏省在1980年（昭和55年）6月決議，採用東京女子大學創校校長、日本女性教育的先驅新渡戶稻造的肖像作為新幣正面圖樣。新渡戶稻造同時也與時任首相鈴木善幸一樣出身岩手縣。

## E號券
- 面額：五千元（5,000円）
- 正面：樋口一葉[11]
- 背面：尾形光琳的「燕子花图屏风」[11]
- 尺寸：縱向76mm、橫向156mm[11]
- 發行起始日：2004年（平成16年）11月1日[11]
- 發行中（停止印製，等待庫存發行完畢）
- 有效貨幣

本劵是日本自戰後以來首度以女性肖像做為紙幣正面圖樣（D二千元券的紫式部是在背面，也不是肖像而是畫像）的新幣。幣面的配置部分再做了更動，將漢字字樣全部移動到左側，留白的中央部分印有人物肖像水印。經過D二千元券的試驗，本型券採用了更多的防偽技術，除變色墨水以外，D二千元券使用的技術基本全數沿用，並新增了條型水印技術（人物肖像的旁邊依面額會有不同數量的長條狀水印）、會依觀看角度顯示不同字樣的金屬防偽片、微型文字再追加了（「日本」的片假名）三字等等。流水號最初為黑色，2014年5月12日起改為褐色。
由於金屬防偽片需要一層透明鍍膜保護，因此觸感會與其他印刷面有明顯差異，而千元與二千元紙鈔未使用這個技術，鍍膜可以讓視障人士迅速分辨是否是千元鈔；但五千元紙幣與萬元紙幣使用的鍍膜面積形狀都一樣，因此無法以鍍膜作為辨識的依據。2014年5月12日，財務省發布新聞稿，將五千元紙幣的透明膜範圍擴大，並將形狀由橢圓形改為正方形，以利視障人士快速辨識五千元紙幣與萬元紙幣的差別。

## F號券
- 面額：五千元（5,000円）
- 正面：津田梅子[15]
- 背面：多花紫藤[15]
- 尺寸：縱向76mm、橫向156mm[15]
- 發行起始日：2024年（令和6年）7月3日[16]
- 發行中
- 有效貨幣

2019年4月9日，日本副總理暨財務大臣麻生太郎於記者會上公佈新款日本銀行券的設計，其中五千元紙鈔上的人物與E號券一樣為女性，採用明治時代的教育家、日本女子教育先驅津田梅子（津田 梅子），背面為多花紫藤，為便於外籍人士快速辨識，紙幣的面額數字仿照歐元紙鈔加大。新款紙鈔於2024年7月3日發行。
在防偽技術方面，F號券引入了新的全像圖案技術，利用全息攝影的原理，在紙鈔正面中央左側以全息圖像的方式將人物肖像印製在金屬防偽條上，隨觀察角度不同，肖像的角度會有對應的變化，此外還會顯現出手鞠球、梅花、牡丹、菊花等圖樣，以及面值"5000"的阿拉伯數字。浮水印的部分也作了加強，通過改進的造紙工藝，在常規的肖像水印的後方增加了細密的菱形背景紋路。過往使用的防偽技術也依然沿用，比如微型文字、發光油墨等等，只是數量上相比E號券較為削減，比如以凹版印製的微型文字削減到只有六處。發行銀行文字則由原本使用的「NIPPON GINKO」改為「BANK OF JAPAN」。流水號則由8位數字改為9位數字，格式為「AA000001AA」。
為提高視障人士的辨識度，在紙鈔正面的上下邊界均有以深凹版印刷的11條斜線圖樣；此外，由於浮水印圖案需要覆蓋一層透明保護膜，為了更容易與其他面額的紙鈔區分，F號五千元券的防護膜特意設計成五邊形，以和其他紙鈔作出明顯區分。
尺寸方面沒有變更，以免因為自動機器（如自動售貨機、自動收銀機、自動櫃員機等等）的修改消耗大量社會成本；同時也是因為如此，才會提前五年宣布改版，給自動機器的修改留出足夠的時間。

## 其他相關
- 銀行等金融機構所屬的ATM多半都可以存入五千元紙幣，但是基於出鈔模組技術與製造上的成本問題，可以提領五千元紙幣的機台非常稀少。
  - 因此銀行多半都會另外設置自動換錢機，提供有需要的客戶換領五千元鈔。
- 跟千元紙鈔與萬元紙鈔相比，五千元紙鈔的發行量與流通量都是壓倒性的少數，且近年還有越來越低的傾向。
- 因為磨損等因素，市面流通的五千元紙鈔通常只能使用1~2年就必須汰換。